# Yamata-no-Orochi

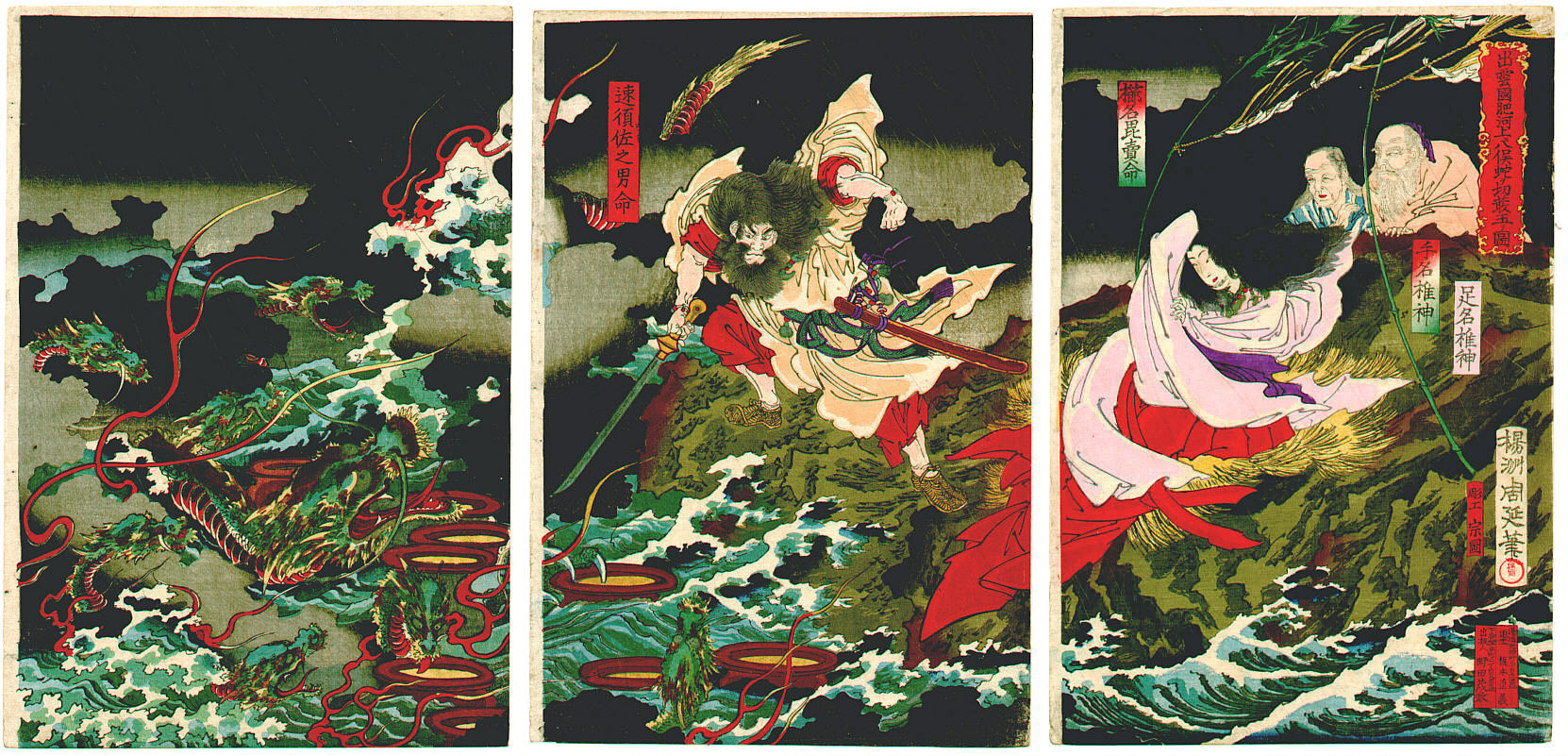
Susanoo matando al Yamata no Orochi, por Toyohara Chikanobu.

Yamata-no-Orochi (八岐大蛇?   lit. gran serpiente dividida en ocho) es un monstruo de la mitología japonesa. Está descrito en los libros sintoístas Kojiki y Nihonshoki como una deidad que vivía en la zona llamada Torikami, en el país de Izumo. Aunque también se dice que es una versión japonesa de la hidra de Lerna. Tiene ocho cabezas y ocho colas, por lo que se le llama "Yamata". "Orochi" significa "serpiente gigante", y suele venerarse como la deidad de la montaña en el sintoísmo.

## El mito de Yamata-no-Orochi (resumen de las descripciones en Kojiki y Nihonshoki)

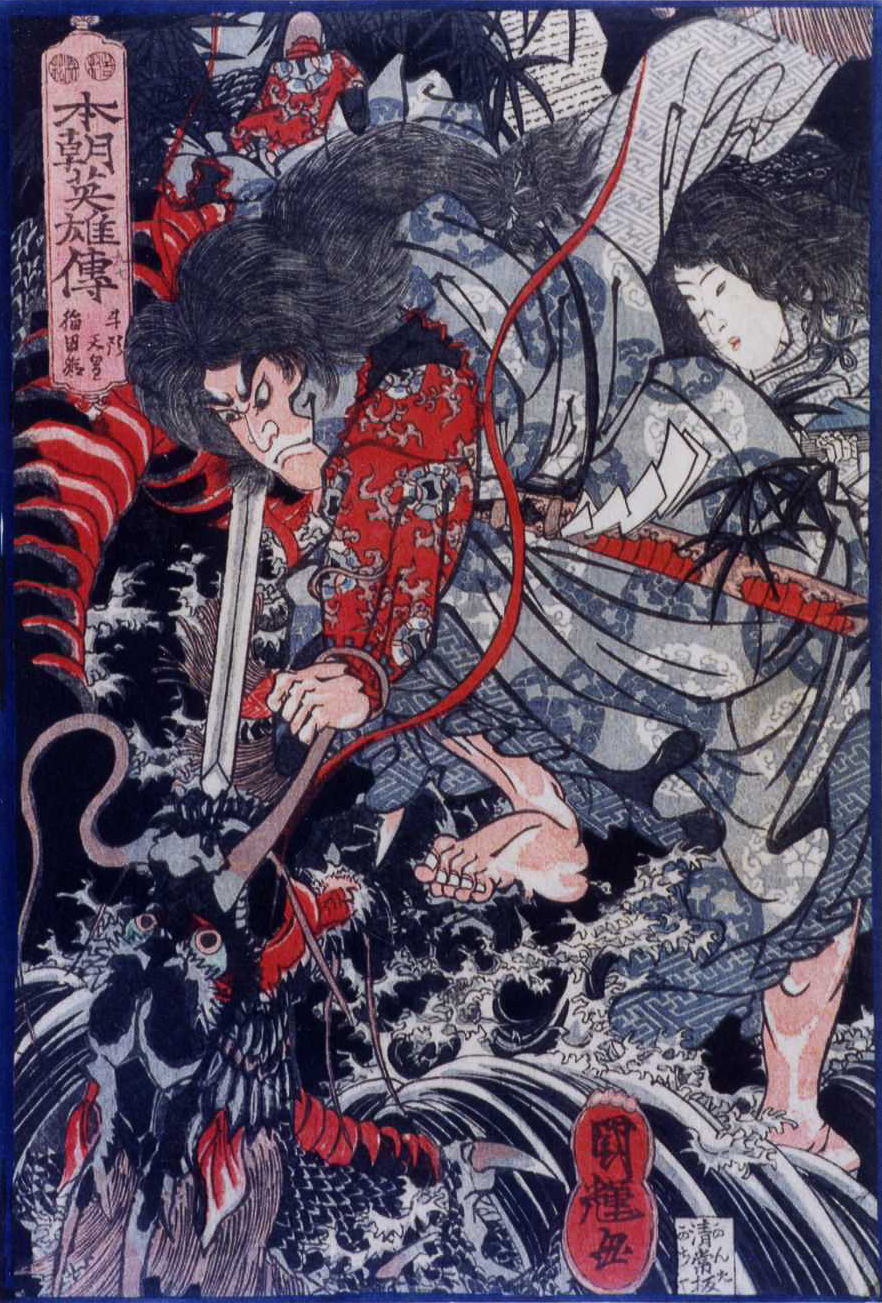
Susano’o venciendo a Yamata-no-Orochi

En una región llamada Torikami, arriba del río Hi-no-kawa de la antigua tierra de Izumo, un príncipe santo bajó expulsado del cielo: Takama-ga-hara. El hijo de Izanagi y hermano de la diosa del Sol, Amaterasu, se llamaba Susanowo-no-mikoto. Al llegar al río, vio un palito pasar flotando, y así siguió su paso río arriba pensando que habría gente viviendo allí. Al poco tiempo encontró a un matrimonio anciano sollozando con una muchacha a su lado. El dios les preguntó quiénes eran y qué les pasaba. El anciano le contestó: «Soy un hijo del dios del país Oyamatsumi-no-kami y me llamo Ashinazuchi. Mi esposa es Tenazuchi, y nuestra hija Kushinada.»
También le explicó que Orochi dominaba la provincia, y pedía sacrificios de vírgenes.
«Teníamos ocho hijas, pero Yamata-no-Orochi se las tragó una a una cada año, y solo nos queda nuestra hija menor. Y ahora el monstruo viene a buscarla. Por eso estamos llorando así.» Susano'o le preguntó: «¿Qué forma tiene?» El anciano respondió: «Sus ojos son rojos como alquequenjes, y tiene un cuerpo con ocho cabezas y ocho colas. Su tamaño llega a ocupar ocho valles y ocho colinas. Su panza siempre está inflamada y cubierta con sangre.» Aunque en ninguna de sus representaciones, Yamata aparece de cuerpo completo.
Susano'o, que se había enamorado de la joven, le dijo: «¿Me dejará casarme con su hija si la salvo?.» El hombre le contestó: «Le agradezco su interés, pero aún no conozco su nombre.»
«Soy el hermano de Amaterasu-Omikami. Y acabo de bajar de Takama-ga-hara,» le respondió.
La pareja le dijo: «Oh, si usted se digna hacer esto, nuestra hija es suya.»
Susano'o convirtió a la chica en una peineta sagrada y se la puso en el cabello, y dijo: «Preparen un licor bien destilado. Rodeen su casa con cercas, y háganles ocho puertas y ocho palcos. Dejen una copa en cada palco, echen el licor, y esperen.»
Lo prepararon todo tal y como Susano'o les ordenó, y esperaron. Al rato apareció Yamata-no-Orochi. Inmediatamente Orochi metió sus cabezas en las copas y bebió. Quedó emborrachado y se durmió allí. Entonces Susano'o sacó su espada de un metro (Totsuka-no-tsurugi) y cortó en pedazos a la serpiente. El río se manchó de sangre. Cuando cortó la cola del medio, su espada se desportilló. Extrañado, rajó la cola con la punta del filo, y dentro descubrió otra espada, Murakumo-No-Tsurugi, que más tarde sería llamada Kusanagi (草薙, Cortadora de Hierba) por Yamato Takeru. A continuación, tomó esa espada y obsequió a Amaterasu con ella, contándole lo ocurrido.

## Yamata en la época moderna
- En el libro en línea X Unlimited, Yamata aparece en China, donde devora a todas las jóvenes de un pequeño poblado, dejando viva a una que será dado en sacrificio. X usa la misma estrategia que usó Susano para salvar a la chica, y luego enfrentarse al dragón. Al derrotarlo, X ganó el "Ataque del Dragón de Ocho Cabezas".
- En el episodio de Doraemon llamado ¡La desaparición de la máquina del tiempo!, habla sobre cómo Nobita al perder la máquina del tiempo, ocasiona que en un poblado antiguo japonés acabe un instrumento de Doraemon que hace aparecer monstruos mitológicos. Aparece Yamata no Orochi y hace que el poblado japonés tenga miseria durante 1 año y medio por culpa de sus ataques a este.
- En un OVA de la serie Ranma ½, Yamata no Orochi aparece como una serpiente que cayó en uno de los pozos encantados de China.
- En la serie Kannazuki no Miko aparece Yamata no Orochi representado en un mecha gigante que con la ayuda de sus seguidores, también llamados orochi, intenta matar a las sacerdotisas del sol y de la luna.
- Una de las criaturas de la saga Pokémon, Hydreigon, está parcialmente basado en Yamata no Orochi
- En la franquicia Digimon existe un digimon llamado Orochimon, cuyo nombre y diseño hace referencia a esta criatura.
- En el juego de cartas Yu-Gi-Oh! de Konami existe una carta del tipo "Espíritu" con el nombre de "Yamata Dragon" con una imagen de un dragón similar al que describe la leyenda.
- En el anime, "Kamisama Hajimemashita" , uno de los personajes recurrentes hacia referencia a este yokai. Nanami encontró a Mizuki como una serpiente albina en su colegio, para luego transfromarse en humano por lo que resta de la serie.
- El manga y la adaptación al anime Blue Seed están basados en la leyenda del Yamata no Orochi
- En la tercera película de Inuyasha también se nombra la Murakumo no Tsurugi (también llamada Sounnga). Se trata de la espada que sacó Susanoo del dragón Yamata No Orochi que tiene el poder de invocar a 3 cabezas de dragón que crean una inmensa bola de energía en forma de tornado.
- En La leyenda del dragón milenario, Yamata-no-Orochi es uno de los personajes principales.
- En el videojuego Okami es uno de los enemigos principales a lo que se hace frente con Amaterasu y Susano (Susanowo).
- En el videojuego Dragon Quest III, el héroe debe derrotar a un enemigo llamado orochi, un monstruo con cabezas de serpiente, que vive en una cueva y pide sacrificios a un pueblo con temática japonesa.
- En el videojuego Final Fantasy I, aparecen varios monstruos en un templo sagrado del viento con el nombre de Yamata no Orochi, con el aspecto del dragón que la leyenda describe.
- En el videojuego Golden Sun II: La Edad Perdida, el Avimander es un jefe basado en Yamata-no-Orochi.
- En el videojuego de peleas The King of Fighters creado por la compañía SNK, tres de los juegos los cuales son del 95' al 97' componen la saga de Orochi al poseer un villano del mismo nombre. Orochi es presentado como una deidad de gran poder que aparece finalmente en el juego KOF 97'. Se manifiesta como un hombre alto de cabellos plateados y unas marcas en su pecho que representan la serpiente de ocho cabezas como la bestia original. Orochi posee los cuerpos de sus tres servidores Yashiro, Shermie y Chris, tomando control total de Chris para renacer, pero finalmente es derrotado por el Equipo de los 3 Tesoros Sagrados (3 Sacred Treasures Team) compuesto por Iori Yagami, Kyo Kusanagi y Chizuru Kagura, finalizando el tercer y último capítulo de La Saga de Yamata no Orochi.
- En la serie de Naruto el enemigo principal Orochimaru no posee al demonio de 8 cabezas pero tiene la capacidad de transformarse en serpiente e invocar a una serpiente gigante. Para alargar su vida, usa cuerpos de mujeres hermosas o personajes jóvenes. El personaje está relacionado con Jiraiya Goketsu Monogatari. También se refleja en la pelea de Sasuke Uchiha contra Itachi. Orochimaru, quien se mantenía sellado en el cuerpo de Sasuke Uchiha y una vez que éste se encuentra exhausto, sale de él en forma de serpiente gigante de ocho cabezas e Itachi, usando la técnica Susanoo, que se trata de un guerrero etéreo que utiliza la Totsuka no Tsurugi, lo derrota.
- En el videojuego Warriors Orochi no aparece como una serpiente sino que es el rey con forma de humanoide, como un dios que cayó del cielo y toma las épocas de los tres reinos de China y el periodo del siglo IV creando un nuevo mundo tomando de base el castillo de Koshi.
- En Golden Sun II: La Edad Perdida encontramos un poblado llamado Izumo donde una serpiente con forma de dragón se come a las doncellas. La próxima doncella en ser sacrificada se llama Kushinada. Susa debilita la serpiente mediante bebedizos y al hacerlo deja una espada junto a la cola de ésta. Esta espada es llamada «Espada nube», nombre muy similar al nombre original de la espada encontrada en la cola de la serpiente de la leyenda original (Murakumo-No-Tsurugi significa «Espada del cielo de las nubes en racimo»)
- Es un personaje recurrente en la saga de videojuegos RPG Shin Megami Tensei.
- En el juego de Facebook llamado Ninja Saga, en la última parte del examen jounin se debe derrotar a Yamata no Orochi.
- En la serie de Bakugan existe un bakugan llamado Exedra haciendo referencia a este monstruo.
- En el juego Blazblue Continuum Shift el personaje conocido como Hazama tiene una habilidad Drive similar al monstruo.
- En Sekirei la cuarta Sekirei de Minato(Tsukiumi) tiene una habilidad conocida como Yamata No Orochi
- En el manga y anime Shaman King, Ryu (personaje secundario), paso por el río de yamata-no.orochi, y así, al final obteniendo un ataque conocido como el ataque de las serpientes de yamata.
- En el manga y anime de One Piece, Boa Sandersonia utiliza un ataque llamado Yamata no Orochi, en el cual su pelo se convierte en cabezas de serpientes. En la misma serie, el personaje Kurozumi Orochi lleva el nombre de la criatura, además de poder transformarse en ella.
- En el manga y anime Hoozuki no Reitetsu, trabaja en el infierno de los bebedores como vigilante de estos
- En el manga y anime Donten ni warau el enemigo principal es Orochi
- En el manga y anime One Punch-Man el jefe de la asociación de monstruos se llama Orochi
- En el juego " Otogi Spirit Agents" se realizó un evento en el que una de las recompensas era una carta de Yamata-no-orochi, junto a otros héroes japonenses como Susanoo y Ame-no-habakiri
- En el videojuego "For honor" de entre los personajes jugables existe un guerrero samurái de nombre Orochi
- En el manga Noragami se menciona a Orochi, entre otras deidades.
- En el manga Yaiba aparece este personaje
- En el tercer OVA de Darkstalkers aparece esta criatura.
- Yamata es uno de los titanes monitoreados por Monarch en Godzilla 2: el rey de los monstruos
- Yamata-no-Orochi es el charyeok de Kyoichi Kusanagi en The God of Highschool.
- Uno de los yokais presentados en la saga Yokai Watch llamado Venocto está basado en Yamata-No-Orochi
- En la serie Senran Kagura el villano de la Academia Hebijo de nombre Dōgen invoca a Orochi, una criatura gigante de 8 cabezas, siendo una fusión de una serpiente humanoide con aspecto femenino, dicha invocación se requiere el uso de un pergamino especial, más el sacrificio de varias chicas de Senran Kagura con el único propósito de causar caos en todo Japón.
- En el manhwa lector omnisciente el protagonistas kim Dokja lucha contra yamata y lo termina derrotando.
- En el anime y manga Jujutsu Kaisen, Temporada 2, Episodio 41, durante la batalla de Ryomen Sukuna contra Mahogara, Sukuna hace referencia a Yamata No Orochi, debido a la similitud de las técnicas de Mahogara.
- Yamata-no-orochi aparece en la película "El pequeño principe y el dragón de ocho cabezas", que adapta libremente su enfrentamiento con Susanoo.